# Altötting (stacja kolejowa)
Altötting (niem.: Bahnhof Altötting) – stacja kolejowa w Altötting, w kraju związkowym Bawaria, w Niemczech. Znajduje się na linii Mühldorf – Burghausen. Według DB Station&Service ma kategorię 6. W Altötting zatrzymuje się codziennie około 35 regionalnych pociągów Südostbayernbahn. Budynek dworca jest obiektem zabytkowym.

## Linie kolejowe
- Linia Mühldorf – Burghausen

## Połączenia
| Rodzaj pociągów | Trasa                                                                                      | Takt     |
| --------------- | ------------------------------------------------------------------------------------------ | -------- |
| RB              | (München / Rosenheim –) Mühldorf (Oberbayern) – Tüßling – Altötting – Burghausen (Oberbay) | godzinny |